# Pellerey
Pellerey is een gemeente in het Franse departement Côte-d'Or (regio Bourgogne-Franche-Comté) en telt 91 inwoners (2009). De plaats maakt deel uit van het arrondissement Dijon.

## Geografie
De oppervlakte van Pellerey bedraagt 11,8 km², de bevolkingsdichtheid is dus 7,7 inwoners per km².
De onderstaande kaart toont de ligging van Pellerey met de belangrijkste infrastructuur en aangrenzende gemeenten.

## Demografie
Onderstaande figuur toont het verloop van het inwonertal (bron: INSEE-tellingen).